# Teatre Tirso de Molina (Barcelona)
El Teatre Tirso de Molina o Teatre Tirso va ser un teatre de Barcelona, que es va instal·lar a l'Església de Sant Gaietà, de l'antic convent dels teatins (llavors exclaustrat), a la cantonada del Portal de l'Àngel amb el carrer de Duran i Bas. Va inaugurar-se el 1864 i va funcionar fins al 1872. Després s'hi instal·laren un club de federalistes (el 1867), una caserna de bombers, una escola, els jutjats municipals i, actualment, al terreny hi ha l'Institut Municipal d'Estadística. Es va dedicar, sobretot, al teatre de text en castellà, a peces bilingües i a traduccions de melodrames francesos d'èxit.